# Stawamus Chief Park
Stawamus Chief Park är en park i Kanada.   Den ligger i Squamish-Lillooet Regional District och provinsen British Columbia, i den sydvästra delen av landet, 3 500 km väster om huvudstaden Ottawa. Stawamus Chief Park ligger 634 meter över havet.
Terrängen runt Stawamus Chief Park är bergig söderut, men norrut är den kuperad. Närmaste större samhälle är Squamish, 2,0 km nordväst om Stawamus Chief Park.
I omgivningarna runt Stawamus Chief Park växer i huvudsak barrskog. Trakten runt Stawamus Chief Park är nära nog obefolkad, med mindre än två invånare per kvadratkilometer.